# اثر مگنوس

اثر مگنوس

اثر مگنوس یا کات (به انگلیسی: مگنوس 345) اثری است که عموماً در یک توپ (استوانه) در حال چرخش دیده می‌شود که این توپ چرخان را از مسیر معمول خود به صورت حرکت منحنی وار منحرف می‌کند. این اثر برای بیشتر توپ‌های بازی‌های مختلف بسیار مهم است. اثر مگنوس بر پرتابهٔ چرخان تأثیر می‌گذارد و به همین علت دارای برخی کاربردهای مهندسی است، برای مثال در طراحی کشتی‌های چرخان و هواپیماهای چرخان از این اثر استفاده می‌شود.
این نام به افتخار هاینریش گوستاو ماگنوس، فیزیکدان آلمانی کسی که این اثر را بررسی کرد گذاشته شده‌است.

## فیزیک مسئله
یک شهود معتبر برای فهمیدن این پدیده وجود دارد. ابتدا توسط این واقعیت شروع می‌کنیم که با استفاده از قانون پایستگی اندازه حرکت، نیروی منحرف کننده کمتر یا بیشتر از عکس العملی که از طرف جسم بر جریان هوا وارد می‌شود نیست. جسم جریان هوا را به سمت پایین می‌کشاند و بر عکس.
در حقیقت راه‌های بسیاری برای اینکه چرخیدن باعث انحراف شود وجود دارد اما یکی از بهترین روش‌ها برای درک کردن اینکه واقعاً در یک نمونهٔ واقعی جه اتفاقی می‌افتد، آزمایش تونل باد است. لایمن بریگز یک تونل باد برای مطالعهٔ اثر مگنوس بر روی توپ بیسبال ساخت و عکس‌های بسیار جالبی توسط دیگران از این اثر گرفته شد.این تحقیقات نشان داد که یک رد آشفته در پشت جسم چرخان وجود دارد. انتظار می‌رود که این رد باعث کشش آیرودینامیکی شود. به هر حال یک انحراف زاویه‌ای چشمگیری در رد آشفته و یک انحراف در جهت چرخش وجود دارد.
این فرایند که یک رد آشفته (در شکل می‌توان پیکان‌های دایره‌ای را در قسمت عقب توپ دید که اینها همان رد آشفته یا متلاطم هستند) ایجاد می‌کند، پیچیده است اما در آیرودینامیک به خوبی مورد بررسی قرارگرفته‌است.
هنگامی که یک جسم در حال چرخیدن است سعی دارد تا هوای مجاور خود را که در تماس مستقیم با سطح آن می‌باشد، همراه خود بچرخاند و این هوا به نوبهٔ خود سعی می‌کند بر روی هوای مجاور اثر بگذارد. با این شیوه جسم دارای یک لایهٔ هوا در مرز و محدودهٔ خود می‌شود که آن را با خود می‌چرخاند.
در شکل جهت حرکت جسم چرخان از راست به چپ است و توپ در جهت عقربه‌های ساعت می‌چرخد. این بسیار مهم است که در چه جهتی توپ به چرخش در می‌آید زیرا این جهت چرخش است که باعث این می‌شود که به کدام سمت منحرف شود. هنگامی که جسم چرخان در حال حرکت و چرخیدن است و یک لایه جریان هوا از چپ به راست با سرعت مشخصی با سطح جسم در تماس است، همان‌طور که پیداست در قسمت بالای جسم سرعت جسم و سرعت هوا در یک جهت هستند اما در پایین جسم سرعت هوا و سرعت جسم در خلاف جهت هم هستند. همان‌ طور که از اصل برنولی می‌دانیم در نقاطی که سرعت زیاد باشد فشار کم است و در نقاطی که سرعت کم باشد فشار زیاد است پس در اینجا در نقطه بالا فشار کم و در نقطهٔ پایین جسم چرخان فشار زیاد است در نتیجه این اختلاف فشار باعث ایجاد نیرویی از سمت نقطهٔ پرفشار به نقطه کم فشار می‌شود؛ و نیروی مگنوس را ایجاد می‌کند که باعثِ انحراف مسیر جسم چرخان می‌شود.

### معادلات حاکم بر مسئله
مختصات سه بعدی را در نظر بگیرید؛ که جهت محور z به سمت بالا (ارتفاعی که کره بالا می‌رود)، جهت محور y جهت حرکت جسم و جهت محور x جهت جانبی جسم است. اگر کُره‌ای در یک شاره‌ای در حرکت باشد، مانند هوا، نیروی FD درخلاف جهتِ حرکتِ جسم به جسم وارد می‌شود حال اگر این کره بچرخد یک نیروی دیگری به نام مگنوس به آن وارد می‌شود. همچنین نیروی گرانش نیز به سمت پایین یعنی در جهت محور z به جسم وارد می‌شود. شکل ۲ دیاگرام جسم کروی چرخان که با سرعت V در حال حرکت است را نشان می‌دهد. از قانون دوم نیوتن داریم که سرعت جسم چرخان به علت نیروی وارد شده تغییر می‌کند پس طبق معادلهٔ زیر
{\displaystyle F_{net}=ma(1)}
که در آن Fnet نیروی وارد بر جسم چرخان و m جرم و a شتاب جسم است. می‌توان این فورمول را بر اساس مشتق مرتبه دوم جابجایی s و مرتبه اول سرعت v نسبت به زمان نوشت:
{\displaystyle \quad \mathbf {F_{net}} =m{\frac {{\rm {d}}\mathbf {v(t)} }{{\rm {d}}t}}=m{\frac {{\rm {d}}^{2}\mathbf {s(t)} }{{\rm {d}}t^{2}}}\,\!(2)}
با توجه به محورهای مختصات این معادله به سه معادلهٔ مجزا تبدیل می‌شود:
{\displaystyle \quad \mathbf {F_{x}} =m{\ddot {x}}(t),\quad \mathbf {F_{y}} =m{\ddot {y}}(t),\quad \mathbf {F_{z}} =m{\ddot {z}}(t)(3)}
که می‌توان نوشت: {\displaystyle \quad \mathbf {F_{net}} =F_{D}+F_{S}+F_{L}+F_{G}(4)}
که در آن FD نیروی کشش، FG نیروی گرانش و FL و FS به ترتیب مؤلفهٔ بالابرنده (Lifting component) و مؤلفهٔ جانبی (Sideways component) نیروی مگنوس هستند. در نظر گرفتن این دو مؤلفه برای نیروی مگنوس بسیار مهم است. نیروی کشش و نیروی مگنوس FM توسط این معادله داده می‌شود:
{\displaystyle F_{D}=0.5C_{D}\rho Av^{2},(5)F_{M}=0.5C_{L}\rho Av^{2}=0.5C_{M}\rho Ar\omega v(6)}
که در آن CD ضریب کشش کرهٔ چرخان، ρ چگالی شاره (مثلا هوا) و A مساحت سطح مقطع جسم و v سرعت جسم است؛ که این سرعت به نوبهٔ خود به سه مؤلفه تقسیم می‌شود. همچنین{\displaystyle C_{L}={C_{M}r\omega  \over \ v}(7)} که در آن CM ضریب تناسب و ω سرعت زاویه‌ای جسم چرخانی است که دارای سرعت v خطی است. یادمان باشد که ω در سه جهت دارای مؤلفه است در مدل‌های تقریبی ω ثابت در نظر گرفته می‌شود اما در اینجا مدل کلی بررسی می‌شود. در اینجا سرعت مماسی شارهٔ سیال را vt در نظر می‌گیریم یعنی (tangential velocity)که همان‌طور که گفتیم سرعت کلی جسم نسبت به هوا سنجیده می‌شود یعنی یک نیروی کشش ماکزیمم و یک نیروی کشش مینیمم داریم بدین صورت:
{\displaystyle F_{Dmax}=(0.5C_{D}\rho A)(v+v_{t})^{2},F_{Dmin}=(0.5C_{D}\rho A)(v-v_{t})^{2}(8)}
برای بدست آوردن نیروی کلی باید این دو مقدار را از هم کم کنیم که می‌شود: {\displaystyle F_{net}=2/rhoAC_{D}vv_{t}}
این مقدار کلی نیروی کشش است، حال باید گشتاور این نیرو را بدست بیاوریم:
{\displaystyle {\boldsymbol {\tau }}=\mathbf {F} _{net}\times \mathbf {r} (9)} و {\displaystyle {\boldsymbol {\tau }}=\mathbf {I} \mathbf {\alpha } } و {\displaystyle {\boldsymbol {I}}=2/5mr^{2}}
که در آن α شتاب زاویه‌ای و I اینرسی است که بستگی به شکل جسم دارد و در اینجا چون کروی هست به صورت بالا داده شد. در نتیجه داریم:
{\displaystyle \mathbf {\alpha } ={5\rho AC_{D}v\omega  \over \ m}(10)}
دیگر ω ثابت نیست و با معادلات زیر که برای سه راستا بسط داده شده بیان می‌شود:
{\displaystyle \mathbf {\alpha _{x,y,x}} ={5\rho AC_{D}{\sqrt {v_{x}^{2}+v_{y}^{2}+v_{z}^{2}}}\omega _{x,y,z} \over \ m}(11)}
حال برای بدست آورد نیرو باید از ضرب خارجی استفاده کنیم زیرا برای هر مؤلفه ما هم تأثیر FL و هم تأثیر FS در نظر گرفته می‌شود. در معادلهٔ (۶) به جای ωr باید ω×r نوشت و مؤلفه‌های x, y و z نیروی مگنوس را بدست می‌آوریم سپس با فرض اینکه FG = ma می‌توان معادلات را نوشت. این کار برای نشان دادن چگونگی این حرکت با استفاده از نرم‌افزار و رسم آن مفید است.

## در ورزش
اثر مگنوس عموماً انحراف مشاهده شده در توپ‌های بازی در حال چرخش از مسیرشان را توضیح می‌دهد، که به‌طور خاص در توپ‌های فوتبال، بسکتبال، تنیس، تنیس روی میز، والیبال، گلف، کریکت و پینتبال دیده می‌شود.
مسیر منحنی وارِ توپ گلف که به slice معروف است به حرکتِ چرخشیِ توپِ گلف (نسبت به محور عمودی) وابستگی بسیار زیادی دارد و نیروی مگنوس یک نیروی افقی ایجاد می‌کند که توپ را از مسیر مستقیم خود به مسیرِ پرتابه ایِ منحنی وار منحرف می‌کند. چرخش و غلتیدن گوی به عقب (Backspin) (یعنی آنکه سطح بالای توپ در جهت مخالف حرکت توپ بچرخد، و Topspin یعنی حرکت بالای توپ در جهت حرکت توپ بچرخد) در توپ گلف باعث ایجاد نیروی عمودی می‌شود که اندکی نیروی گرانش را خنثی می‌کند و توپ را قادر می‌سازد که بیشتر توسط هوا منتقل شود نسبت به حالتی که توپ نمی‌چرخد: این پدیده به توپ اجازهٔ حرکت بیشتری را نسبت به توپ بدون چرخش می‌دهد.
در تنیس روی میز، به علت جرم و چگالی کوچک توپ، نیروی مگنوس به راحتی قابل مشاهده است. یک بازیکن باتجربه می‌توان چرخش‌های مختلفی را به توپ بدهد. راکت تنیس روی میز از یک سطح لاستیکی درست شده که بیشترین نیرو را برای به چرخش درآوردن به توپ بدهد.

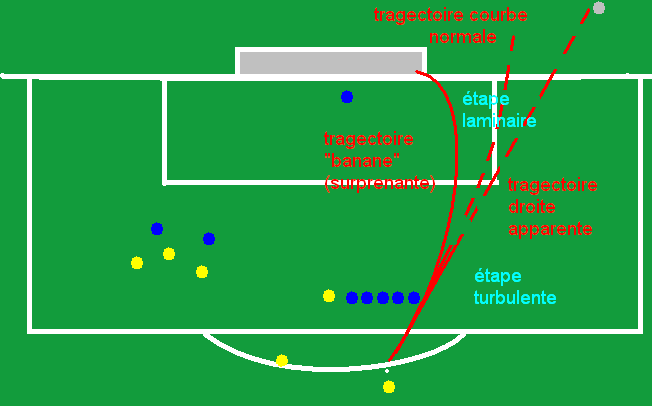
ضربهٔ حیرت‌آور روبرتو کارلوس در سال ۱۹۹۷ که منجر به گلی ماندگار شد. کات‌های جلب توجه را می‌توان در این تصویر دید که به وسیلهٔ نیروی مگنوس به راحتی قابل درک است.

در فوتبال، در سال ۱۹۹۷ در تورنومنت فرانسه، روبرتو کارلوس بازیکن برزیلی توپ را در مقابل چشمان حیرت‌زده دروازه‌بان و تماشاچیان و رسانه‌ها با قوسی عجیب تغییر مسیر داد و وارد دروازه کرد. بعد از این ضربه بود که کارلوس شروع به تمرین این شوت کرد. او به این آگاهی رسیده بود که به چه طریقی و با چه سرعتی به توپ ضربه بزند تا این اتفاق بیفتد. این ضربات در دنیای فوتبال نقش ویژه‌ای را بازی می‌کنند مثل ضربات موزی شکل که همیشه شاهد آن در بازی‌های فوتبال هستیم. یکی دیگر از ستارگان این ضربات دیوید بکهام بود.